# Río Elsa
El río Elsa es un río de Italia que discurre íntegramente por la región de Toscana. Es afluente por la margen izquierda del río Arno.
Nace en la Montagnola Senese, una zona de colinas de la provincia de Siena, cerca de la aldea de Tegoia, perteneciente al municipio de Sovicille. Posteriormente, el río fluye junto a las localidades de Colle di Val d'Elsa, Poggibonsi, Certaldo y Castelfiorentino. Desemboca en el río Arno formando el Elsa el límite municipal entre San Miniato y Empoli.
Se caracteriza por una elevada salinidad, que deriva de la presencia de sulfatos y calcio provocada por la gran concentración mineral de yeso y caliza a lo largo de su curso.